# Sitara Hewitt

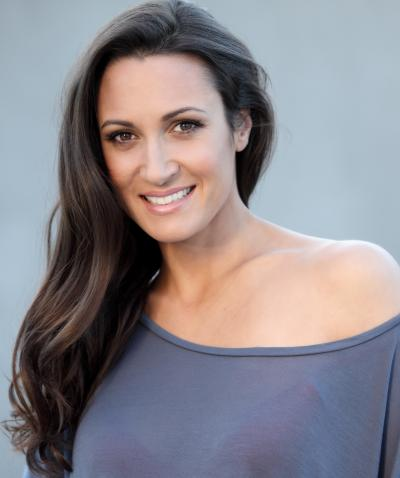
Sitara Hewitt (2012)

Sitara Hewitt (* 27. Dezember 1981 in Elora, Ontario) ist eine kanadische Schauspielerin und ein Model pakistanischer Abstammung. Sie tritt auch unter dem Namen Tara Hewitt in Erscheinung.

## Leben und Karriere
Sitara Hewitt wurde als Tochter Kenneth Hewitts, einem Waliser, und dessen Ehefrau Farida Hewitt, die Pakistanerin ist, in Elora, in Ontario geboren, wo sie auch einen Großteil ihrer Kindheit verbrachte. Ihre Eltern sind beide Professoren an der Wilfrid Laurier University. Einige Zeit lebte sie mit ihren Eltern im Himalaya, allen voran in der Region Gilgit-Baltistan, wo ihre Eltern akademischen Forschungen nachgingen.
2002 stand Hewitt das erste Mal vor der Kamera, als sie im Film Bollywood Hollywood die Rolle einer Tänzerin übernahm. Es folgten Auftritte in einigen Kurzfilmen, ehe sie 2006 in The Lookalike zu sehen war. Von 2007 bis 2012 war sie als Rayyan Mamoudi in der CBC-Comedy-Serie Unsere kleine Moschee zu sehen. Weitere Serienauftritte folgen etwa in My Crazy Sex, Escape the Night oder Criminal Minds. Neben ihren Schauspielauftritten moderiert Hewitt auch gelegentlich Fernsehshows, etwa für Sportsnet oder die WWE.
2014 lieh sie für das Videospiel Far Cry 4 ihre Stimme.

## Privates
Eine Zeit lang war Hewitt mit dem amerikanischen Schauspieler Jessie Pavelka verheiratet, ehe sie sich 2016 scheiden ließen. Während der Ehe lebte sie abwechselnd in Toronto und Los Angeles. Sie wurde christlichen Glaubens erzogen und spricht neben ihrer Muttersprache Englisch fließend Urdu und etwas die tibetanische Sprache Balti.

## Filmografie (Auswahl)
- 2002: Bollywood Hollywood
- 2003: Code (Kurzfilm)
- 2005: Sohni Sapna (Kurzfilm)
- 2005: Fragile (Kurzfilm)
- 2006: The Lookalike
- 2007–2012: Unsere kleine Moschee (Little Mosque on the Prairie, Fernsehserie, 91 Episoden)
- 2011: Lost Girl (Fernsehserie, Episode 2x11)
- 2013: Cracked (Fernsehserie, Episode 1x10)
- 2013: Torment
- 2015: Mikael
- 2017: My Crazy Sex (Fernsehserie, Episode 1x03)
- 2017: Escape the Night (Fernsehserie, 2 Episoden)
- 2017: Criminal Minds (Fernsehserie, Episode 13x05)
- 2017: Site Unseen: An Emma Fielding Mystery (Fernsehfilm)
- 2018: Past Malice: An Emma Fielding Mystery (Fernsehfilm)
- 2018: Schatten der Leidenschaft (The Young and the Restless, Fernsehserie, 3 Episoden)
- 2018: Dirty John (Fernsehserie, Episode 1x02)
- 2019: The Fusion Generation
- 2019: The Michael Jackson Magical Moon-Tour
- 2019: All Rise – Die Richterin (All Rise, Fernsehserie, Episode 1x04)
- 2020: Hudson & Rex (Fernsehserie, Episode 2x18)